# Абернеті
Абернеті (англ. Abernethy) — село в Шотландії на річці Тей. Знаходиться у графстві Перт-енд-Кінросс.

## Історія

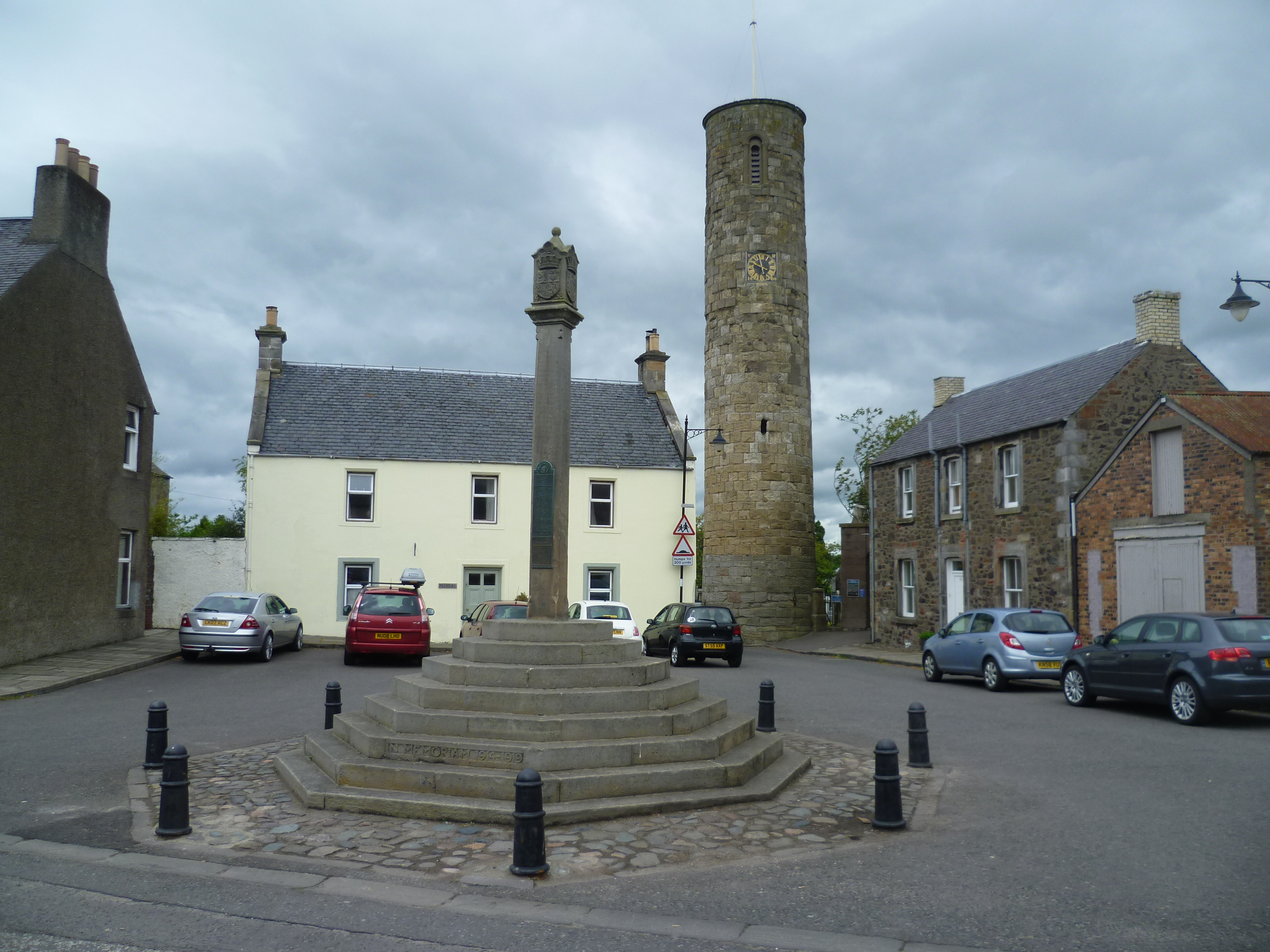
Хрест та Кругла вежа Абернеті

Назва села — кельтська, що означає «злиття Неті» (тобто з річкою Тай). Найбільш рання версія назви — « Апуртетіге». В Абернеті були знайдені декілька творів піктиської або ранньосередньовічної скульптури, у тому числі неповний камінь Піктиш, прикріплений до основи круглої вежі. Місцевість «Зал Афарнача», згадана в найдавнішій середньовічній артунській літературі, зазвичай ототожнюється з Абернеті.
Абернеті було «столицею» (великим релігійним та політичним центром) королівства Піктів . Парафіяльна церква, яка розташована на території, даною Нектаном, королем Піктів, присвячена святому Бріджиду Кільдера.
У 1072 році між Вільгельмом Завойовником і королем Шотландії Малкомом III було укладено «Договір Абернеті».
Абернеті залишалося місцем обителі августинських каноніків, заснованих 1272. У 15 столітті ця приорія була ліквідована на користь колегіальної церкви під патронатом дугласських графів Ангус . Залишки колегіальної церкви зберігались до 1802 року на нинішньому кладовищі. Сьогодні їх замінила червона піщана церква, яка все ще присвячена святому Бригиду.
У 2001 році в Карпов-Бенк в естуарії річки Тей поблизу Абернеті було знайдено Карповську довбанку — човен-довбанку доби пізньої бронзи приблизно 1000 р. до н. е., який був розкопаний і законсервований у 2006 році. Карповська довбанка є однією із найкраще збережених доісторичних човнів-довбанок в Британії і другим за віком човном-довбанкою в Шотландії. Оригінальні залишки човна демонструються в Музеї і картинній галереї Перта.

## Кругла вежа Абернеті

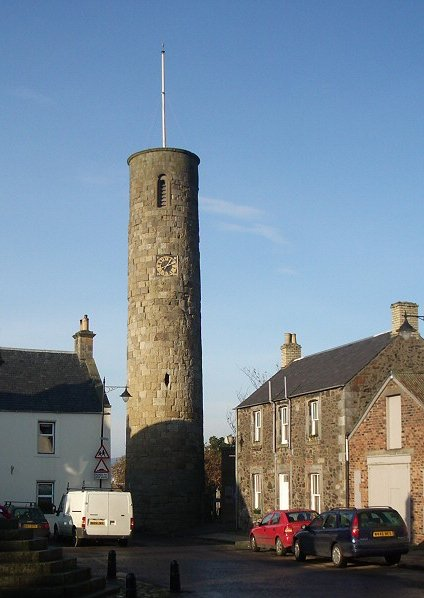
Вежа в Абернеті

Вежа Абернеті — це кругла вежа в ірландському стилі, яка стоїть на краю кладовища в Абернеті, Перт та Кінросс, Шотландія. Вежа була створена в XI сторіччі і є однією з двох таких башт, що збереглися в Шотландії, інша — в Бречині і захищена, як запланований пам'ятник.
Вежа зроблена з безшарової пісковини висотою 22,5 м (74 фута) і діаметром 4,57 м (15 футів), конізуючись вгору до 3,96 м (13 футів). Стіни завтовшки 1,07 м (3,5 фут). 12 нижніх шарів мають різний колір каменю відповідно до решти частини будівлі, що призвело до припущення, що база була побудована раніше, ніж решта. Виправлена зовнішня башта вежі — камінь Піктиш.
Впродовж багатьох років до вежі було внесено різні зміни, включаючи установку залізних спіральних сходів, вікон та зовнішнього годинника.
Туристам можна піднятися на вершину вежі, використовуючи сучасні металеві спіральні сходи (вежа спочатку мала кілька дерев'яних підлог, з'єднаних сходами). Вежа, очевидно, була побудована в два етапи (показано зміною кладки). На захід від Абернеті знаходиться пагорб Хелліхілл (Hallyhill), на якому жили королі піктів і скоттів.

## Культура
Протягом багатьох років місцева промисловість та торгівля в значній мірі занепадали. Універмаг — єдиний магазин, що залишився на Головній вулиці (поштова служба закрита на початку 2009 року). Проте селу все-таки вдається підтримувати два місцеві паби та чайну кімнату (в якій також міститься ключ вежі). Мобільне поштове відділення також відвідують жителі в робочі дні.
Дні Гала проводяться щороку у першу чи другу суботу червня з перегоном на вершину сусіднього замку.